# Junctivena gallowayi
Junctivena gallowayi là một loài tò vò trong họ Ichneumonidae.